# Alexander Haas
Alexander Haas, född den 17 september 1964 i Heilbronn, är en tysk biolog och sedan 2003 professor vid Hamburgs universitet, där han arbetar som kurator för den herpetologiska avdelningen vid universitetets zoologiska museum. Han har studerat i Tübingen, ett år i University of California, och nio år vid universitetet i Jena universitet.
Haas är bland annat känd för forskningsprojektet Inventory and Biodiversity of the Frog Fauna of East Malaysia with emphasis on their larval forms, som påbörjades år 2004. Forskningen har utförts tillsammans med kollegan professor Indraneil Das, och består främst i en inventering av de arter av grodor och deras yngel som förekommer i de malaysiska delstaterna Sabah och Sarawak på Borneo. Syftet med detta grundläggande taxonomiska arbete är att skydda den biologiska mångfalden på Borneo. Forskningen stöds ekonomiskt av Volkswagen-Stiftung.
Haas står även som auktor för ett antal arter av fiskar, bland dem de äggläggande tandkarparna Nothobranchius bojiensis och Nothobranchius fasciatus.